# Monchy-sur-Eu
Monchy-sur-Eu is een gemeente in het Franse departement Seine-Maritime (regio Normandië) en telt 492 inwoners (1999). De plaats maakt deel uit van het arrondissement Dieppe.

## Geografie
De oppervlakte van Monchy-sur-Eu bedraagt 9,0 km², de bevolkingsdichtheid is 54,7 inwoners per km².
De onderstaande kaart toont de ligging van Monchy-sur-Eu met de belangrijkste infrastructuur en aangrenzende gemeenten.

## Demografie
Onderstaande figuur toont het verloop van het inwonertal (bron: INSEE-tellingen).